# Grete Faremo
Grete Faremo (født 16. juni 1955 i Arendal) er en tidligere norsk politiker (Ap). Efter hun forlod politikken har hun haft en række stillinger i Norges erhvervsliv.
Faremo er uddannet jurist fra Universitetet i Oslo (1978). I Regeringen Gro Harlem Brundtland III var hun Minister for ulandsbistand 1990–1992, justitsminister 1992-1996 og olie- og energiminister i 1996. Hun var valgt til Stortinget i perioden 1993–1997. Hun var forsvarsminister 2009-2011 og er igen justitsminister fra 2011 til 2013.
Hun har siden været koncerndirektør i Storebrand (1997–2003) og direktør for juridiske spørgsmål og samfundskontakt i Microsoft Nord-Europa (2003–2008). Hun har også været bestyrelsesformand i Norsk Folkehjelp (2003–2007) og bestyrelsesmedlem i Hydro (fra 2006). Faremo er også medlem i Den Trilaterale Kommission og bestyrelsesformand i Norsk Helsenett SF (fra 1. juli 2009).
Hun er datter af Ap-politiker Osmund Faremo og opvokset på Byglandsfjord i Aust-Agder.